# Velîka Pojarnea, Zinkiv
Velîka Pojarnea (în ucraineană Велика Пожарня) este un sat în comuna Perșotravneve din raionul Zinkiv, regiunea Poltava, Ucraina.

## Demografie
Componența lingvistică a localității Velîka Pojarnea
     Ucraineană (98,53%)
     Alte limbi (0,74%)
Conform recensământului din 2001, majoritatea populației localității Velîka Pojarnea era vorbitoare de ucraineană (98,53%), existând în minoritate și vorbitori de alte limbi.